# 陳良 (1896年)
陳良（1896年9月12日—1994年10月9日），字初如，浙江臨海人，中華民國軍事、政治人物，曾任中華民國交通部部長，在任約兩個月，前任為端木傑。

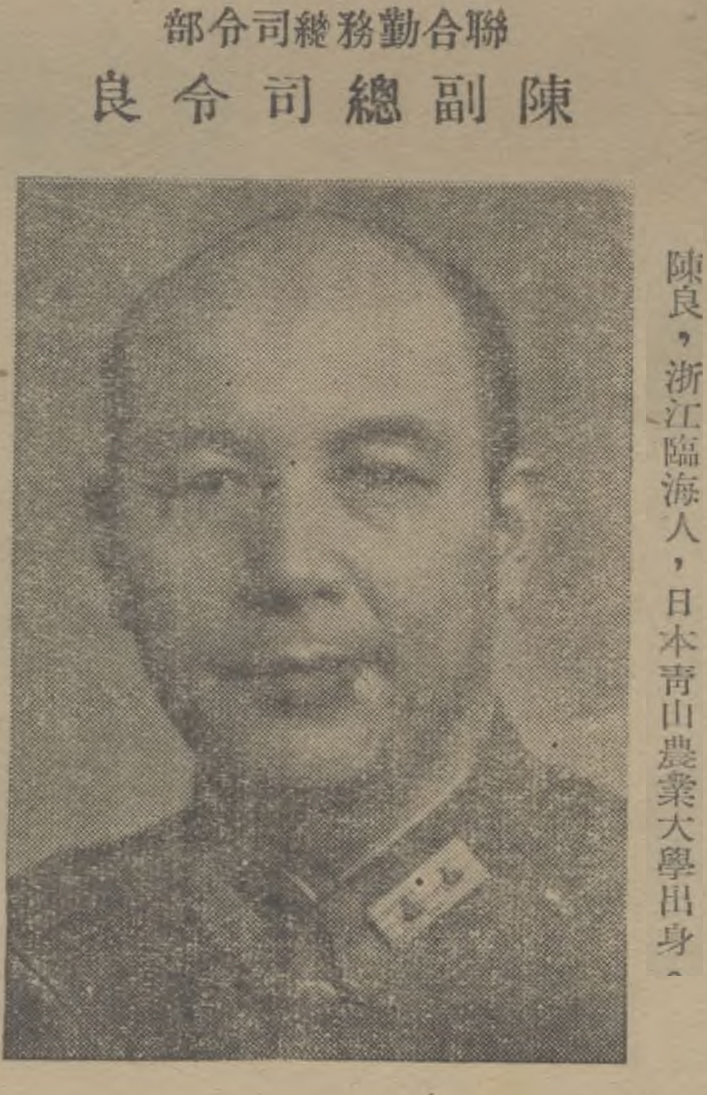

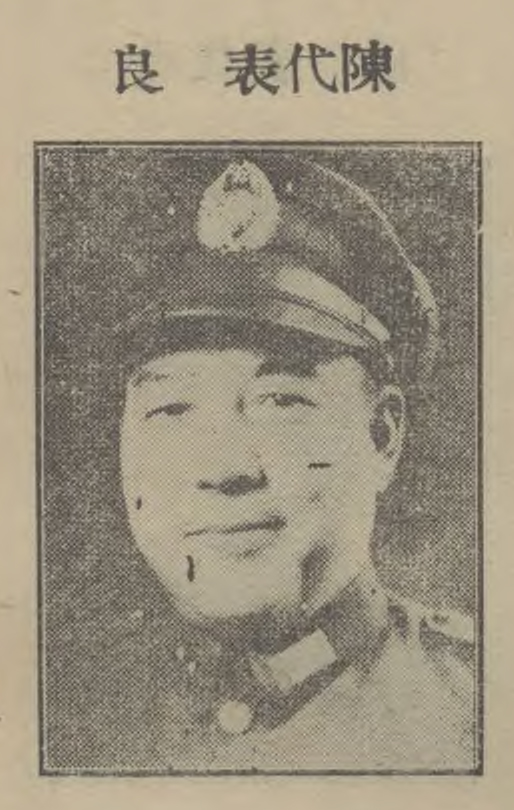

## 生平

### 少年時期
1913年，臨海名教育家陸翰文，接辦臨海私立高等小學校（今回浦中学）校務，並改校名為「私立回浦高等小學校」。陸翰文邀請陳父擔任該校國文教員，陳亦隨父進入該校就讀。
1915年，第一屆畢業生畢業，包含陳良等共12人；其中郭立茂考入北京清華大學，為留美作準備，陳則留校任教。
1916年，學校為留校生舉辦日語學習，預備赴日留學，陳亦參加此學習。
1917年左右，陳與同班同學郭致文等人赴日留學，陳進入日本東京農業大學就讀。
回浦學校自陸翰文接辦後，經過一番艱苦經營、雖篳路藍縷但逐漸壯大，持續革新擴展，至2012年已蛻變為回浦教育集團，包含回浦中學、臨海市外國語學校、回浦實驗中學/臨海市開發區中學等單位，據2011年9月統計，共有學生163班、8674人、教職員工662人。
陳氏父子在回浦學校初創時期即應邀擔任教職多年，與回浦學校建立了深厚的患難與共情誼。1947年，陳父將其眾弟子合購之壽禮，線裝木刻《四部備要》，含經、史、子、集四部要籍，一套共2262冊，連同書櫃，贈送與回浦學校，為其圖書收藏添色不少。陳則持續提攜後期同學，參與校務，並於1948年擔任校董一屆。

### 北伐時期
陳良自1921年，日本東京農業大學畢業歸國後，任教浙江省立第六師範學校凡三年。時軍閥割據，國勢阽危，經聞國民黨正在粵中整軍經武，創辦軍校，乃投筆南下參加革命行列。
1925年初，黃埔軍官學校蔣中正校長率領校軍粵軍東征，節節勝利，不數月底定東江，軍次潮汕時，陳良奉命返浙在駐滬陳果夫領導下秘密募兵。任務告一段落，八月初返校任政治部科長，嗣任經理部科長兼學校特別黨部常務委員。軍校初期，除親聆國父的教誨外，且國共合作，陳良與周恩來主任、恽代英、聶榮臻等共產黨人亦常有往來，並曾因此而受到有關單位關切。
適1927年國府定都南京，軍校亦遷京，陳良遂隨校至京任經理科長，科擴為處，任處長，負責軍校籌建事宜。陳良每天起早摸晚，督飭大批工人，在很短的時間，用很少的錢，把規模宏大的校舍建築如質超前完成，因此深獲長官讚許與信任。

### 抗戰時期
1932年發生 一·二八事變後，抗日之戰在上海展開。陳良先奉命兼任第五軍軍需處長，參與抗戰，兩年後由於表現良好，升調軍政部，先後擔任軍需署副署長、會計長。在會計長任內，陳良推行超然主計制度，大量培訓主計人員，建立起國軍主計制度的基礎。
1940年，軍需署長周駿彥在重慶逝世，職位由陳良接任至1945年抗戰勝利為止，負責全部國軍衣、食、住、行的後勤補給，以及軍費之調撥；另外還兼任數職，包括：總動員會議委員、後方勤務部經理處長、軍政部特別黨部執行委員、三民主義青年團第一屆中央幹事會幹事兼財務委員會主任委員等等，偶爾也會主持軍中財經幹部之教育訓練。
這段時間中國劃分為12戰區，幅員遼闊；員額最大時達六百萬人，除黃埔軍校系統的中央軍外，還集合東北軍、西北軍、晉軍、桂軍、粵軍、川軍、湘軍、滇軍等地方軍系，加上早期的共軍以及派遣入緬為英軍解困的遠征軍，組成相當複雜；加上戰爭期間部隊時時依戰況調動，後勤補給任務更增難度。陳良為各地軍隊補給不致匱乏，在署本部闢寢室，以署為家，夜以繼日處理業務；若因公出差時，經常以一卡車二司機輪流駕駛趕路，以利爭取時間。如1941年，沿從滇緬公路至滇緬邊界的昆明畹町公差，計960公里路程以5日往返；1942年沿劍閣登棧道至西安公差，全程1432公里共花了3日車程到達；1944年到江南各戰區，曾經早上開會、夜間趕路，連四晝夜未歇息。
此外，戰時物資調度也有一些額外的困難。例如法幣在抗戰期間發行達一萬億元，因為大幅貶值，軍費補給時，所需紙鈔重量動輒以噸計，無法由銀行自行運送。因此在一、二、五、八各戰區，需要組織特種車隊，自重慶將紙鈔運送西安轉發；而粵漢平漢路以東各部隊機關學校每月的十數億元所需經費，要透過航委會或盟軍軍機運送才能發行。
沿海各省被日軍佔領後，服裝糧食補給的難度也隨之增加。尤以服裝原料短絀，籌製十分困難；經督促後方南北軍需工廠擴建次第完成，利用大後方原料，晝夜加工紡織磅布土布，優先供應軍用，或就地製發，或運送補給，即遠在滇西之遠征軍，亦商承美方飛機協助送達，駐印軍之補給，亦親飛印度與美方後勤人員商洽。蜀道跋涉，滇緬往來，凡人跡罕至之處，無不身歷其境矣。更有特殊情況，一軍服裝，須分地製備三份者。縱因財物極度困難，資源困乏，為達成補給任務，亦盡全力以赴。
除了天時地利艱困險惡之外，人和亦因權責歸屬觀點迥異，及切身利害影響，而產生不同之陳述或指控。如1944年中原戰役中，某部部隊作戰失利，在其後重慶黃山軍事會議中檢討戰敗責任，有些部隊長指控係軍需補給不良所致，蔣委員長大為震怒，嚴加斥責，他忍不住站起來說明困難及指控中不合情理之處，也借此發了幾句牢騷，因而有損統帥威信，更激怒了自尊的委員長，若非時任軍法總監、人稱雜牌軍總司令的何成濬將軍，適時美言緩頰說情，恐難免嚴厲的軍法懲戒，甚至可能出現如三國時代曹操殺糧官王垕的情節；又如，某次在重慶之軍事會議，中央有關部會首長及各戰區長官均出席，會中有人報告：軍糧規定每人每日大米二十五兩，經理機構，只發二十三兩，蔣委員長聞言，大為震怒，立令查報，如有絲毫尅扣情事，即嚴懲不貸。當時軍糧正為陳氏主管業務之一，明知不致如此，但既有人報告，深感責任重大。當經會同查明，原來所發軍糧，確為二十五兩，不過規定所領糙米，而部隊有願吃白米，可以委託碾米廠加碾，經過加碾之後只有二十三兩。詳情上報後，蔣委員長及與會長官，始各釋然。孑身勞瘁，分所應爾，誠如諸葛武侯所謂「鞠躬盡瘁」者也。
1944年1月10日，國府主席蔣中正以「一寸山河一寸血，十萬青年十萬軍」號召知識青年從軍。在11月間甄選合格者總計12萬5,500人，其中包括各省市來的10萬7,380人，各大專以上學校學生1萬5,500人，中國國民黨各級黨部工作人員2,620人，從12月20日起陸續入營，編為９個師，分駐四川之璧山、綦江、瀘州、萬縣、貴州之修文、陝西之南鄭、雲南之昆明、江西之黎川、鉛山。所有服裝給養及營房設備等，不分晝夜南北東西奔馳督導，幸賴軍民合作，出錢出力，遵限完成，使十萬青年軍，並肩作戰，戰力激増。
中國青年軍由於是全新幕集軍種，對於正在倡立的軍需獨立制度，可以澈底貫徹實行。各部隊長官與其部隊軍需主官，均素不相識，只在出發準備會議時，由編練總監依名冊指派，纔作初次見面；以後查核，卻都能合作無間，且於實物補給，辦得成績昭著，也特別彰顯軍需獨立制度的優異﹗。
抗戰後期，陳良有鑑於部隊長官經常以軍需人員為其私人之賬房，軍需業務無法定軌道可循。然軍需補給，除必須合理合法，經濟有效外，遇有特殊情況，亦得憑部隊長官之命令，公款公用，實報實銷。一切為勝利，故不能不以法為經而以令為權，有經有權，始克有濟，因此，建議當局推行「軍需獨立」制度。
軍需獨立之初，軍政部遵蔣委員長意旨，於1942年1月起指定四個軍試辦。3月份起第六戰區各部隊全部實施。6月份起全國各部隊一律實施。軍政部長長文愷切宣導，各部隊長官及內外軍需從業人員，奉行法令，貫徹始終。實施後，每年節省財物以億萬計，均移作充實裝備及改善官兵待遇之用。從此，不獨軍需業務始有軌道可循，各部隊長官減輕其經理業務之繁累，且得專心於部隊之訓練指揮，發揚我國國軍的精神，保持其高尚純潔之人格，此應為國軍建軍史上輝煌之成就。惜因抗戰勝利各項因素干擾而中斷，然亦為至今行之勿替之「人事獨立」、「會計獨立」樹立典範。

### 台灣時期
政府還都後，軍政部改為國防部，陳良任經理署長，聯勤總司令部成立，陳任副總司令，並承俞樵峰部長邀兼糧食部次長。1946年被選為國民大會制憲代表。1949年大局逆轉，政府將遷廣州，糧食部縮編為田糧署，隸財政部，陳良奉命調任財政部政務次長，兼田糧署長。正將隨政府去廣州，蔣總裁蒞臨上海復興島，召命停止南行，轉任上海市政府秘書長，協助京滬杭警備總司令部所轄部隊之補給事宜。一到市政府吳國楨市長即告假離府，由其兼代市長。吳市長辭卸市長時，敵已渡江，滬戰即將爆發，陳氏遂臨危受命，主持市政，夙興夜寐，維持治安，配合作戰。至5月26日拂曉，隨湯總司令撤退舟山，旋飛高雄晉謁總裁，報告奉職經過。
來臺不久，又奉總裁面諭擔任參謀次長，前往廣州在顧總長領導下主持後勤業務，因聯勤總部已撇消；同時又奉行政院長兼國防部長閻百川命兼行政院總體戰執行委員會秘書長；不數月轉進重慶，奉總裁手諭，集中車輛，貯備汽油，聽候使用，後知為接運川北廣元第一軍之用。第一軍到渝後，總裁親臨坐鎮歌樂山林園林主席官邸。敵軍步步進逼，市郊血戰兼旬，傷亡慘重，決定撤退。11月30日傍晚顧總長以次各單位主管皆已到達林園官邸，獨未見良，蓋因督運轉移物資，更兼交通阻滯致誤時限，諸長官頗為良安全慮，良一到達，報告經過，均即隨侍 總裁通過山間公路至重庆白市驿机场，同登總裁座機飛成都。總裁駐蹕成都軍官學校，每晚會報，瞭解軍情，肆應戎機。 總裁親自主持，參與者有張岳軍、顧祝同總長、前總統蔣經國、胡宗南長官、軍校校長張耀明及良等。成都平原，四戰之地，不易堅守，12月10日恭送總裁至鳳凰山機場起飛返臺後，由胡長官鎮守成都，陳良與國防部主管作戰人員隨顧祝同總長飛海南島榆林港三亞，於1950年元旦飛返臺灣。
1950年3月1日，蔣總統復職視事，陳良奉命外調文職，前後任交通部長、行政院主計長、行政院顧問、中央銀行監事、中漁公司及齊魯公司董事長，1971年12月31日，自齊魯公司董事長任內退休。國民黨總裁蔣中正頒獎狀，文曰﹕「陳良同志，在主持魯公司二十餘年期間，殫精竭慮，使公司業務，遂年擴展，著有功績，特頒獎狀乙軸，以示酬庸。」
1971年10月17日，日本東京農業大學畢創立八十週年，應邀觀禮，並獲贈名譽農學博士學位。

## 家族
陳良出身浙江臨海陳姓家族，此氏源出於穎川，奉大舜為遠祖。明朝末年，遠祖貞慧公居於宜興，勤學砥行，望重儒林，與冒襄、侯方域、方以智，合稱為「四公子」，聯合復社諸名士，排斥阮大鋮主政，遭譴逐，既敗始脫歸。明亡，隱浙江四明山，後徙天台，遂家於臨海，迄今三百餘年。
父陳韻裳，字明齋，清朝末年考中秀才，宿儒，且是“磊落不羈，庠中名士”，學子滿臨邑。然彼審時度勢，決“棄舉子業，入商家門”，且“生財有道，家累千金，教子有方，庭榮五桂”；並分“余潤於戚友待舉火者數家，拯冤屈之孤貧，庇堂蔭者幾百里”。陳父生性慷慨，常仗義疏財，好為人排憂解難，時為吃官司的人做“保人”。母郭氏，育子四人，女二人，良居三。

## 轶事
陳良體格魁偉，係南人北相，性豪爽，具膽識、善識人、喜交友、能飲酒、千杯不醉，在服務南京軍校期間，被尊為南京酒界擂台四大霸主之一，也曾在社團聚會中，獻唱岳飛《滿江紅》名曲，慷慨激昂，搏得滿堂彩。抗戰初期，1938年3月間，為解決駐防魯西前線西北軍孫桐萱十二軍及曹福林五十五軍軍需補給事，奉命前往面商孫、曹兩軍長辦理。駐留期間，由於曹軍長好騎馬，每晨約其並轡馳驅，陳接受挑戰，就平原走馬，一放十數里，盡興而歸，此舉得彼等刮目相看，且亦打破「北人善馬，南人善船」之諺語。

## 诗文
陳良基於家學淵源，古文根基深厚。抗戰期中，軍書傍午，間亦有輕鬆之一面時，間以詩文作消遣。

## 勳績與榮譽
1945年8月，日軍投降，抗戰勝利，政府考量其貢獻，頒授青天白日勳章，同時美國政府亦頒贈總統自由勳章，為軍需人員之最高榮譽。其他雲麾、寶鼎、忠勤等勳章及陸海空軍、光華、干城等獎章，則在服役期中先後獲頒。
戰後，軍事委員會參謀總長兼中國陸軍總司令何敬公贈影題詞紀念，文曰：「初如同志，早年在黃埔軍官學校共同工作，在欽軍政部長任內先後任會計長、軍需署長，樹立軍需獨立制度，為國家撙節金錢物資甚夥，對於抗戰功績亦多，特贈近影以資紀念，並誌謝意。」

## 著作
- 《中國國民黨和共產黨》